# Cantonul Aire-sur-l'Adour
Cantonul Aire-sur-l'Adour este un canton din arondismentul Mont-de-Marsan, departamentul Landes, regiunea Aquitania, Franța.

## Comune
| Comune            | Populație (1999) | Cod poștal | Cod INSEE |
| ----------------- | ---------------- | ---------- | --------- |
| Aire-sur-l'Adour  | 6 070            | 40800      | 40001     |
| Bahus-Soubiran    | 352              | 40320      | 40022     |
| Buanes            | 268              | 40320      | 40057     |
| Classun           | 226              | 40320      | 40082     |
| Duhort-Bachen     | 619              | 40800      | 40091     |
| Eugénie-les-Bains | 484              | 40320      | 40097     |
| Latrille          | 168              | 40800      | 40146     |
| Renung            | 472              | 40270      | 40240     |
| Saint-Agnet       | 190              | 40800      | 40247     |
| Saint-Loubouer    | 441              | 40320      | 40270     |
| Sarron            | 99               | 40800      | 40290     |
| Vielle-Tursan     | 303              | 40320      | 40325     |